# Darlin' (The Beach Boys)
Darlin' è un singolo del gruppo musicale statunitense The Beach Boys, pubblicato nel 1967 ed estratto dall'album Wild Honey.
Il brano è stato scritto da Brian Wilson e Mike Love.

## Tracce
- 7"

1. Darlin'
2. Here Today

## Cover
Tra gli artisti o i gruppi che hanno inciso il brano come cover vi sono Sharon Marie, David Cassidy, American Spring, Herb Alpert & the Tijuana Brass, The Records, Triumvirat e Tatsuro Yamashita.

## Curiosità
- È parte integrante dell'episodio 10 della nona stagione di The Big Bang Theory, dove Sheldon era ossessionato da questa canzone perché essa gli ricordava Amy.